# Nicole Ross
Nicole Ross (Nova Iorque, 15 de janeiro de 1989) é uma esgrimista estadunidense que atua no florete. Incluída no esporte aos nove anos, Ross integrou sua equipe nacional nos Jogos Olímpicos de Londres e conquistou duas medalhas em mundiais: um ouro em 2018 e uma prata em 2017.

## Carreira
Nicole Ross começou a praticar o esporte aos nove anos, no Fencers Club em Nova Iorque. Segundo a própria, sua inspiração foi o filme A Princesa Prometida. Em 2011, ela sofreu um colapso muscular antes do mundial, ficando internada por três dias.
Ela é graduada em História da Arte pela Universidade de Columbia e trabalhou como coordenadora do programa comunitário Win4Youth.

### Jogos Olímpicos
Ross participou dos Jogos Olímpicos de Verão de 2012, em Londres. No evento individual, estreou sendo derrotada pela tunisiana Inès Boubakri na segunda rodada, terminando o evento na vigésima quinta colocação.
No evento por equipes, integrou a equipe nacional com Lee Kiefer, Doris Willette e Nzingha Prescod. As estadunidenses estrearam vencendo as japonesas por 44 a 22, mas foram derrotadas pelas coreanas nas quartas de finais. Nesta partida, Ross foi responsável por treze pontos dos 31 conquistados pelos Estados Unidos.

### Campeonatos Mundiais
Em 2017, no mundial de Lípsia, Ross integrou a equipe dos Estados Unidos com Lee Kiefer, Margaret Lu e Nzingha Prescod. Na ocasião, conquistou a medalha de prata por equipes, sendo derrotada na decisão pela Itália. No ano seguinte, no mundial de WuXi, as mesmas integrantes da equipe venceram a Coreia do Sul, conquistando a primeira medalha de ouro da história do país no evento florete por equipes.

### Campeonatos Pan-Americanos
Ross tornou-se presença constante nos pódios dos Campeonatos Pan-Americanos desde 2009. Ross conquistou sete medalhas de ouro em eventos por equipes, além de duas pratas e dois bronzes em eventos individuais.